# Metapenaeopsis mineri
Metapenaeopsis mineri är en kräftdjursart som beskrevs av Martin D. Burkenroad 1934. Metapenaeopsis mineri ingår i släktet Metapenaeopsis och familjen Penaeidae. Inga underarter finns listade i Catalogue of Life.